# Tanaecia sakyamuni
Tanaecia sakyamuni är en fjärilsart som beskrevs av Hans Fruhstorfer 1913. Tanaecia sakyamuni ingår i släktet Tanaecia och familjen praktfjärilar. Inga underarter finns listade i Catalogue of Life.